# Kellyn George
Kellyn George es una investigadora nacida en Dominica. En 2013 creó una fundación para ayudar a las personas con anemia drepanocítica en su país.  En 2015 se le otorgó el premio Queen's Young Leader por su activismo para cambiar las vidas de las personas en su comunidad.

## Biografía
Kellyn George nació en la aldea de Mahaut. En 2006 obtuvo un título en el Colegio Estatal de Dominica en química y biología y continuó sus estudios en la Universidad Estatal Midwestern en Wichita Falls, Texas, de 2006 a 2008. De 2008 a 2010, George estudió biología en la Universidad de Barry y en 2011 su equipo de investigación fue el ganador del primer lugar del Premio S.T.E.M. de Biología (Ciencia, Tecnología, Ingeniería y Matemáticas) en el tercer Simposio Anual de Investigación de S.T.E.M., por su trabajo sobre el "efecto de la exposición embrionaria al etanol en el desarrollo de la neurona motora craneal del pez cebra".
A finales de 2013, George ocupó un puesto de investigadora en la Unidad de Desarrollo Ganadero del Ministerio de Agricultura de su país. En enero del mismo año fundó una ONG llamada Sickle Cell Cares Foundation para proporcionar información y educación sobre la anemia drepanocítica en Dominica. George, directora de la organización, reconoció la necesidad de apoyo adicional porque ella ha tenido la enfermedad toda su vida y las estadísticas muestran que el 35% de los ciudadanos de la isla padecen la misma enfermedad.
En enero de 2015 ganó el premio Queen's Young Leader 2014 por su trabajo para mejorar las vidas de sus conciudadanos. El premio fue otorgado en junio de 2015.